# Acremodontina translucida
Acremodontina translucida is een slakkensoort uit de familie van de Trochaclididae. De wetenschappelijke naam van de soort is voor het eerst geldig gepubliceerd in 1915 door May.